# Gens Afrània
|  | Per a altres significats, vegeu «Afrània». |

La gens Afrània (en llatí Afrania gens) va ser una gens romana d'origen plebeu. No es menciona fins al segle ii aC.
El seu únic cognomen conegut que només es dona durant la República va ser Stellio. Els agnomen usats eren Gaius, Lucius, Spurius, i Marcus. En temps de l'Imperi apareixen Publius i Sextus. A les antigues monedes es troba S. Afranius i M. Afranius, dels que no se sap res. Algunes persones amb el nom d'Afranius no és clar que fossin d'aquesta gens.
Alguns Afranii coneguts van ser:
- Publi Afrani Potit, senador del temps de Calígula
- Sext Afrani Burrus, militar del temps de Claudi
- Luci Afrani, poeta del segle i aC
- Luci Afrani, militar partidari de Pompeu Magne
- Caia Afrània, dama romana del segle I aC